# Castillo de Sceaux
El Château de Sceaux es una magnífica casa de campo situada en Sceaux (Altos del Sena), aproximadamente a unos 10 km del centro de París, Francia. Integrado en un parque diseñado por André Le Nôtre, los visitantes pueden visitar la casa, los edificios anexos y los jardines.
El Petit Château, una segunda edificación situada en Sceaux, opera como el Musée de l'Île-de-France, un museo de historia local. La administración gestiona el centro como Musée du Domaine départemental de Sceaux.
El château original fue construido para Jean-Baptiste Colbert, ministro de finanzas de Luis XIV, quien adquirió los terrenos en 1670. El edificio actual fue diseñado durante el Segundo Imperio, evocando el estilo Luis XIII. Se conservan algunos de los edificios anexos de la época de Colbert, así como el diseño original de los jardines.

## Historia

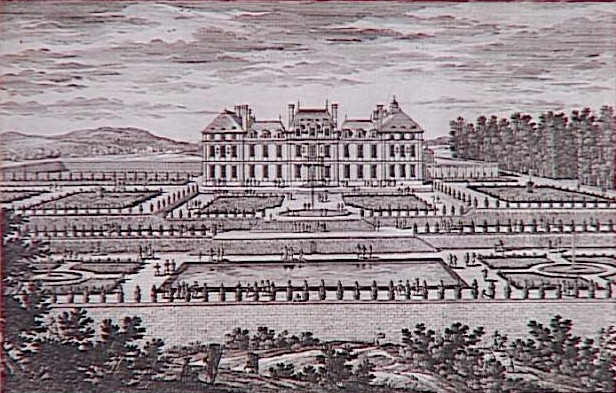
Los parterres de Sceaux. Grabado de Adam Perelle.

El señorío de Sceaux aparece en documentos del siglo XV, pero apenas quedan vestigios del château construido para la familia Potier de Gesvres en 1597. Colbert se propuso diseñar un alojamiento digno de su estatus, para lo que contó con los mejores artífices al servicio de la casa real: como arquitectos, los hermanos Claude y Charles Perrault, y Antoine Le Pautre; así como con el primer pintor del rey, Charles Le Brun.
Jean-Baptiste Colbert, Marqués de Seignelay, hijo de Colbert y ministro de la Marina, heredó Sceaux en 1683. Añadió al conjunto esculturas de François Girardon y Antoine Coysevox. Mejoró la propiedad, ampliando las terrazas ajardinadas, cuya distribución se conserva, y excavó el Gran Canal, de un kilómetro de longitud, a lo largo del fondo del valle. Le Nôtre dispuso un eje principal centrado en el château, descendiendo en una serie de terrazas hacia el fondo de valle, que vuelven a ascender en el lado opuesto. El eje principal es cruzado por dos grandes ejes secundarios dispuestos en ángulo recto: uno es la avenida de la Duquesa ("allée de la Duchesse") y la cascada artificial que fluye sobre un estanque octagonal; y el otro, el Gran Canal.

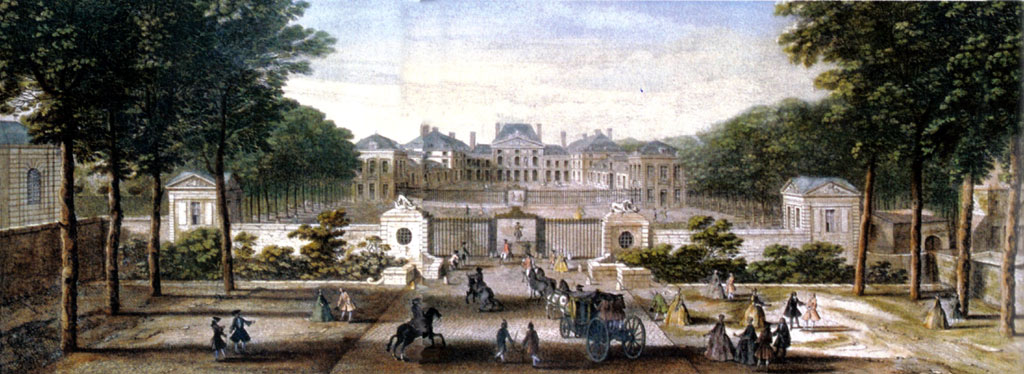
Grabado coloreado de Sceaux (hacia 1740).

Jules Hardouin-Mansart construyó la Orangerie, inaugurada por el Rey durante un festejo en 1685. Sceaux se vendió en 1699 al duque de Maine (hijo ilegítimo del rey Luis), cuya mujer, Anne, duquesa de Maine, lo convirtió en el marco de su destacado salón literario en las primeras décadas del siglo dieciocho. Este salón vivió su apogeo durante las Grandes Nuits de 1714-15, con la celebración cada dos semanas de una serie de dieciséis fiestas musicales, incluyendo ópera y ballet. Reunió a los mejores músicos de Francia, bajo la dirección de Jean-Joseph Mouret. Uno de los asistentes al salón de Sceaux fue el joven Voltaire. La duquesa de Maine construyó el pabellón de la Ménagerie según el diseño de Philippe de La Guêpière, y remodeló el jardín situado al norte del château; del que solo quedan los cimientos.

## Demolición
Durante la Revolución Francesa, la propiedad fue confiscada como bien nacional, su contenido se vendió para el beneficio de la nación, y el edificio fue comprado por M. Lecomte, un mercader de Saint-Malo. Bajo el Consulado, el château original fue derribado, pero se conservaron el pabellón de Aurore, la Orangerie, los establos, y algunas otras dependencias. Las terrazas de Le Nôtre se dedicaron al cultivo.

## El castillo restaurado

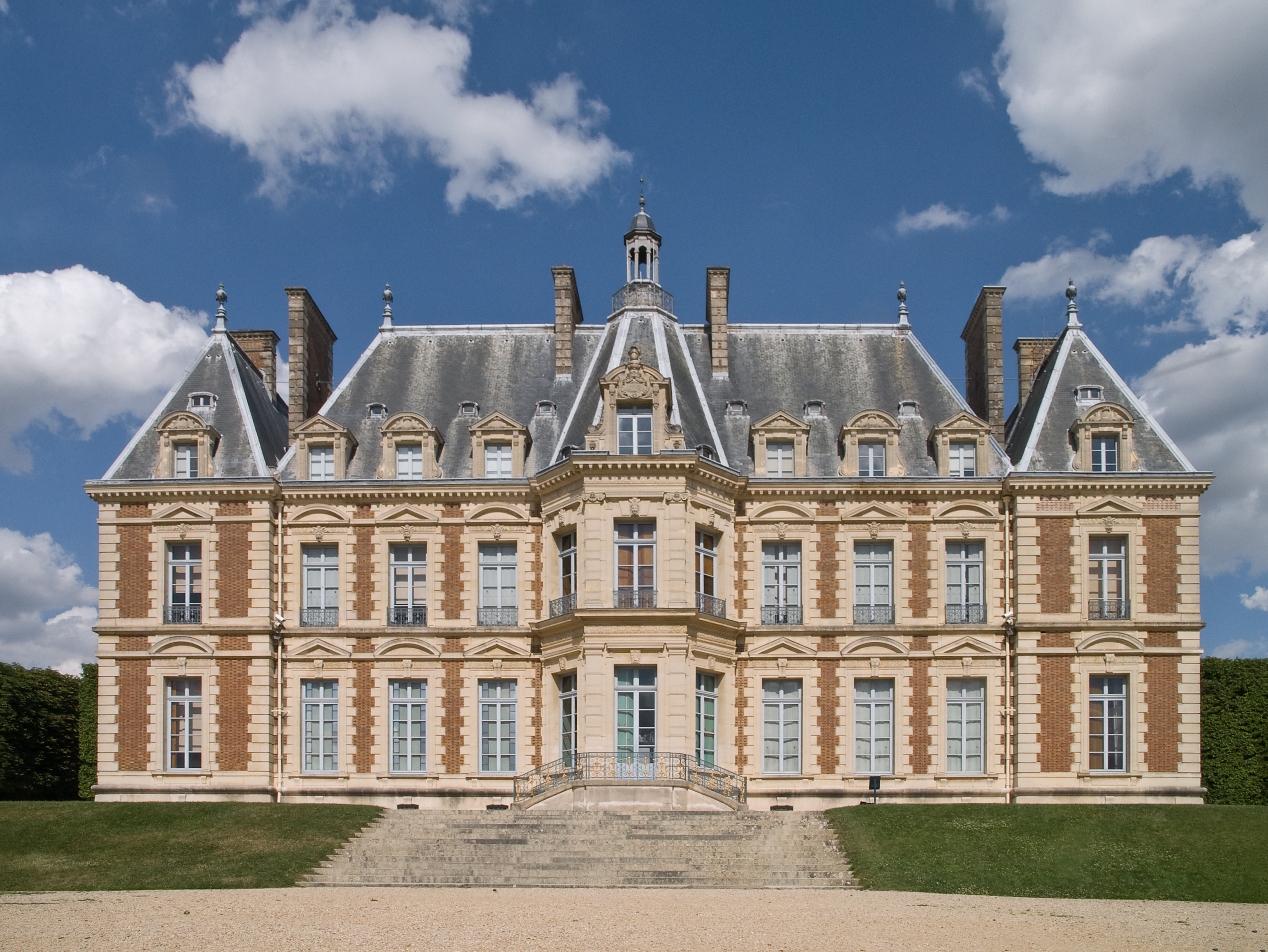
Fachada del Château de Sceaux

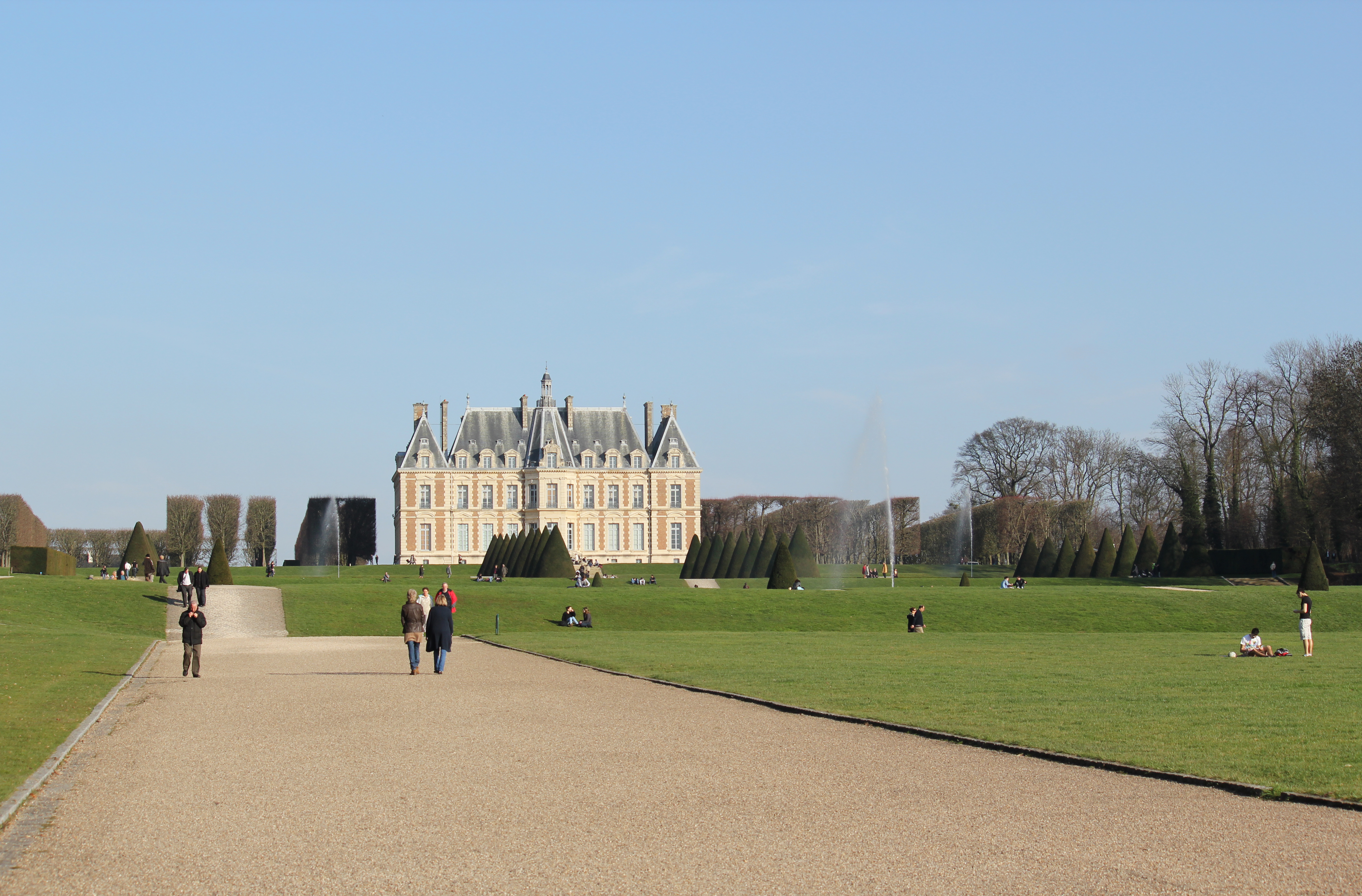
Castillo y tierras

El duque de Treviso, hijo del Mariscal Mortier (uno de los generales de Napoleón), estaba casado con la hija de M. Lecomte, y heredó el domaine. Emprendió la restauración del parque, del pabellón y de la Orangerie, así como de los jardines, añadiendo parterres y sustituyendo gran parte de la grava por superficies de césped. En 1856-62 levantó el actual  petite château en ladrillo orlado con piedra de sillería, concebido para evocar el estilo Luis XIII. Fue diseñado por el arquitecto Augustin Théophile Quantinet y construido por Joseph-Michel Le Soufaché.
En 1922, la heredera de Treviso, la princesa de Faucigny-Cystra, planeó una operación inmobiliaria con Sceaux; pero gracias a los esfuerzos del alcalde Jean-Baptiste Bergeret de Frouville se pudo preservar la propiedad, abierta a los habitantes de la ciudad que había crecido alrededor del parque.

## Museo de Île de France
A partir de 2010, el Petit Château aloja el Musée de l'Île-de-France. Este museo contiene una de las mayores colecciones de pinturas de la Escuela de París.